# کیسیز
کیسیز (انگلیسی: Casey's) شرکت خرده‌فروشی آمریکایی است، که در سال ۱۹۶۷ تأسیس شد.